# Luc-Armau
Luc-Armau är en kommun i departementet Pyrénées-Atlantiques i regionen Nouvelle-Aquitaine i sydvästra Frankrike. Kommunen ligger i kantonen Lembeye som tillhör arrondissementet Pau. År 2022 hade Luc-Armau 106 invånare.

## Befolkningsutveckling
Antalet invånare i kommunen Luc-Armau
| Referens: INSEE |